# 岩瀬洋志
岩瀬 洋志（いわせ ようじ、2004年1月6日 - ）は、日本の俳優。兵庫県出身。A-PLUS所属。

## 略歴
2019年、高校1年生だった岩瀬の電車を待っている姿を、岩瀬の先輩が撮影し、「僕の後輩が可愛い」とTikTokに投稿したことで、注目が集まる。
2020年5月、先述の通り注目を集めたため、Instagramのフォロワー数は17万人を超えていたが、その後「ちょっと疲れてしまったのでSNSから離れようかな」と投稿し、SNSアカウントを全て消去。同年8月、芸能事務所「acali」に入所し、俳優デビュー。同時に「大杉 侑暉」に改名。
2021年9月、YouTubeにて配信されたウェブドラマ『私の卒業 プロジェクト第二期』で俳優デビュー。
2022年8月27日、東海テレビ・フジテレビ系土ドラ『個人差あります』でテレビドラマ初出演。
2023年2月、acaliを退所し、大杉侑暉としての活動を終える。同月11日、U-NEXT配信映画『イカロス 片羽の街 inspired by Hata Motohiro’s “イカロス”』で映画初出演。同年3月、芸能事務所「A-PLUS」に移籍。芸名を「岩瀬 洋志」に戻し、活動し始めた。同年7月期日本テレビ系土曜ドラマ『最高の教師 1年後、私は生徒に■された』で連続ドラマに初めてレギュラー出演。
2024年1月期日本テレビ系土曜ドラマ『新空港占拠』に猿 / 丹波直樹 役で出演し、第3話まで猿の仮面をかぶっておりサプライズ発表となり注目を集めたほか、仮面を外した際の素顔が「イケメンすぎ」「美しすぎる」と注目を集めた。同年6月、YOJI IWASE OFFICIAL FANCLUB「Daphne」を開設した。同年7月期はテレビドラマ初主演を務めBS朝日ほかLeminoでも順次放送されたドラマ『タカラのびいどろ』と、テレビ朝日系火9ドラマ『南くんが恋人!?』に出演し、1クールで2本の連続ドラマにレギュラー出演。

## 人物
前述のTikTokやInstagramのフォロワーが一気に増えたのがきっかけで芸能事務所からスカウトされ、芸能界デビュー。芸能界に入る前は医師を目指していたという。
- 趣味:トレーニング、ギター、甲子園観戦[1]。
- 特技:バスケ、水泳、スケボー、空手[1]。
- チャームポイント:目と涙ほくろ[14]。

憧れの人物はマイケル・ジャクソン、鈴木亮平、菅田将暉。

## 出演

### テレビドラマ
- 個人差あります 第4話（2022年8月27日、東海テレビ・フジテレビ）
- 最高の教師 1年後、私は生徒に■された（2023年7月15日 - 9月23日、日本テレビ） - 遠山泰次郎 役[5][15]
- 泥濘の食卓（2023年10月21日 - 12月16日、テレビ朝日） - 谷口 役[16]
- 新空港占拠（2024年1月13日 - 3月16日、日本テレビ） - 猿 / 丹波直樹 役[17][18]
- タカラのびいどろ（2024年7月1日 - 9月2日、BS朝日） - 主演・志賀宝 役（小西詠斗とダブル主演）[9]
- 南くんが恋人!?（2024年7月16日 - 9月10日、テレビ朝日） - 江藤 役[10]
- スノードロップの初恋（2024年10月1日 - 12月17日、関西テレビ・フジテレビ） - 望月陸 役[19]
- オクトー 〜感情捜査官 心野朱梨〜 Season2（2024年10月3日 - 12月12日、読売テレビ・日本テレビ） - 今西湊人 役[20]
- 告知事項あり。〜その事故物件で起きること〜（2025年3月7日・14日、フジテレビ） - 主演・真山悠斗 役[21]
- 北くんがかわいすぎて手に余るので、3人でシェアすることにしました。（2025年7月1日 - 、関西テレビ・フジテレビ） - 真中北 役[22]

### ウェブドラマ
- 私の卒業 プロジェクト第二期（2021年9月、YouTube）
  - 「こじらせ女子からの卒業」 - 谷口 役[4]
  - 「僕らはいつだって遠回りしている」
- 最高の生徒 3年後の僕たちは 第6話（2023年9月6日、TVer） - 遠山泰次郎 役[23]
- 拝啓、大人になる貴方へ（2023年9月23日・30日、Hulu） - 遠山泰次郎 役[24]
- 告知事項あり。〜その事故物件で起きること〜 オリジナルストーリー「204号室」（2025年3月8日・15日、TVer） - 主演・真山悠斗 役[25]

### CM
- NTTドコモ「先生からみんなへ」篇（2020年）
- クラレ「きっと明日も、ハレ、クラレ」新企業CM（2023年）
- モスバーガー「テリヤキを超える」篇（2024年）
- ランコム（2024年） - ジェニフィック アンバサダー[26]

### 映画
- イカロス 片羽の街 inspired by Hata Motohiro’s “イカロス”（2023年2月11日）
- お嬢と番犬くん（2025年3月14日、東宝） - 瑠可 役[27]

### MV
- GReeeeN 『ボクたちの電光石火』
  - 「ゆらゆら」（2020年11月27日）
  - 「おまじない」（2020年12月11日）
  - 「相思相愛」（2020年12月25日）
- りりあ。『恋って難しい。feat. Aru. from ミテイノハナシ』（2023年11月1日）[28][29]

### ランウェイ
- Rakuten GirlsAward 2023 S/S（2023年5月4日、国立代々木競技場第一体育館）[30]
- Rakuten GirlsAward 2025 S/S（2025年5月3日、国立代々木競技場第一体育館）[31]

## 書籍

### 写真集
- 岩瀬洋志 1st写真集『LYRE』（2024年9月3日、講談社）[32]ISBN 978-4-0653-6073-6

### カレンダー
- 「卓上 岩瀬洋志」 2024年カレンダー（2023年、ハゴロモ）[33]